# Guillem Scrotes
Guillem Scrotes (ang.) William Scrots, Mistrz Regentki Marii Węgierskiej – flamandzki malarz czynny w latach 1537–1553 na dworze namiestniczki Niderlandów oraz angielskim dworze Tudorów.

## Życie i działalność artystyczna
Guillem (William) Scrotes utożsamiany jest z Mistrzem Regentki Marii Węgierskiej. W 1537 roku został malarzem dworskim regentki Marii Habsburżanki, węgierskiej królowej wdowy. W 1544 lub 1545 roku zastąpił Hansa Holbeina na stanowisku malarza nadwornego króla Henryka VIII, a po jego śmierci na dworze następcy monarchy Edwarda VI. Gaża artysty wynosiła 62 funty i 10 szelingów, ponad dwukrotnie więcej niż wynagrodzenie Holbeina i znacznie więcej niż jakiegokolwiek innego malarza zatrudnionego na dworze angielskim. W 1553 roku, po śmierci króla, przestano wypłacać mu wynagrodzenie i prawdopodobnie opuścił Anglię lub zmarł w tym samym roku. Jedynym zachowanym angielskim dokumentem potwierdzającym otrzymywanie wynagrodzenia za pracę jest dowód wypłaty z 1551 roku za wykonanie dwóch pełnopostaciowych portretów Edwarda VI i jeden Henry’ego Howarda, hrabiego Surrey.

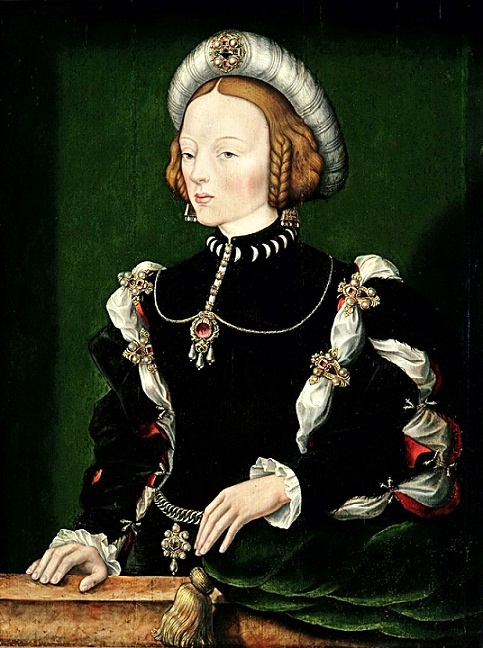
Portret Izabeli Portugalskiej, (I poł. XVI w.), Muzeum Narodowe w Poznaniu

Malował głównie portrety królewskie. Wprowadził do portretu niderlandzkiego styl Hansa Holbeina. Techniki malarskie Holbeina stosował z powodzeniem w swoich portretach m.in. w Portrecie Edwarda VI, gdzie przedstawił anamorficzny profil młodego króla za pomocą sztuczki optycznej wykorzystanej w londyńskich Ambasadorach.

## Przypisywane prace

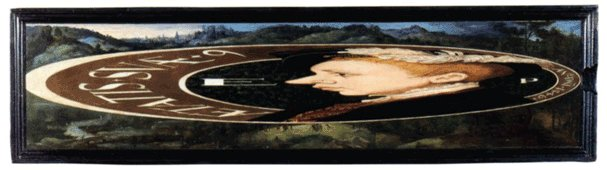
Anamorficzny portret Edwarda IV